# Choreutis achyrodes
Choreutis achyrodes là một loài bướm đêm thuộc họ Choreutidae. Nó được tìm thấy ở Trung Quốc (Quảng Tây, Quý Châu, Taiwan), Nhật Bản (Shikoku, Kyusyu, Ryukyu Is.), Ấn Độ
(Assam) và miền Đông phương.
Sải cánh dài 10–15 mm.
Ấu trùng ăn Ficus wightiana.